# Анна (Бретан)
Анна Бретанска, а също и Анна Бретонска (на френски: Anne de Bretagne, на бретонски: Anna Vreizh; * 25 януари 1477, Нант; † 9 януари 1514), е потомствена херцогиня на Бретан и кралица на Франция чрез двата си последователни брака за двама френски крале Шарл VIII и Луи XII. Наследница на множество феодални княжества, тя е най-богатата жена в Европа в началото на 16 век.

## Произход и ранни години
Анна е родена в Нант на 25 януари 1477 г. Тя е единственото оцеляло дете на херцога на Бретан Франсоа II и Маргарита дьо Фоа. Отгледана и възпитана като бъдеща наследница на Бретанското херцогство, Анна получава завидно за времето си образование.
След Войната за бретанското наследство от 1341 – 1364 г. се установява принципът, че Херцогство Бретан може да бъде наследено от жена само ако мъжката линия на наследяване на херцогската титла е прекъсната. По времето когато Анна се ражда, баща ѝ Франсоа II е последният мъжки представител на графската фамилия Дрьо, която държи Херцогство Бретан. Войната за бретанското наследство завършва със споразумение, когато последният мъжки представител на рода Дрьо умре, короната на Бретан трябва да премине в ръцете на някой от наследниците на Шарл дьо Блоа и Жана дьо Пантиевър. Век след войната този договор вече е забравен. Поради това през 1486 г. Франсоа II признава дъщеря си за наследница на бретанската херцогска корона. Открит е и въпросът за бъдещия брак на Анна, който става важен политически въпрос. Франсоа II не желае Бретан да бъде присъединен към Франция, чиито претенции към територията на Бретан са известни, поради което се заема да намери партньор на дъщеря си, който да е способен да се противопостави на френския политически натиск.
Бретан се оказва примамлива награда за ръката на Анна, поради което тя не страда от липса на кандидати. Първоначално тя е обещана за съпруга на уелския принц Едуард, син на крал Едуард IV. Плановете за този брак се провалят след смъртта на бащата Едуард IV, момчето изчезва и е обявено за мъртво, а английската корона преминава в ръцете на чичо му Ричард III. Други кандидати за ръката на Анна са овдовелият Максимилиан I Австрийски, Ален I Албер, оранжкият принц Жан дьо Шалон и дори жененият херцог Луи Орлеански.
През 1488 г. войските на Франсоа II претърпяват тежко поражение от френските войски на Шарл VIII, с което е сложен край на т.нар. Луда война между Франция и Бретан. Според подписания на 20 август 1488 г. Мирен договор от Сабле Франсоа II се признава за васал на френския крал и обещава, че дъщеря му няма да се омъжи без позволението на краля на Франция. Скоро след това, на 9 септември 1488 г., Франсоа II умира след падане от кон.

## Херцогиня на Бретан
След смъртта на баща си Анна наследява Херцогство Бретан и придобива титлите Херцогиня на Бретан, Графиня на Нант, Монфор и Ричмънд и Виконтеса на Лимож. Възкачването на Анна на бретанския престол довежда до нова криза във френско-бретанските отношения и провокира нова война между двете държави.

### Брак с Максимилиан I Австрийски (1490 – 1491)
Първата стъпка на новата бретанска херцогиня е да си намери съпруг, който да е антифренски ориентиран и да е способен да осигури независимостта на Бретан. Като най-подходящ кандидат за ръката на Анна е определен Максимилиан I Австрийски. Бракът между двамата е сключен задочно в Рен на 19 декември 1490 г., след което Анна е обявена и за кралица на римляните.
Франция възприема брака на Анна като остра провокация, тъй като той противоречи на Договора от Сабле и поставя Бретан в ръцете на френските врагове. Бракът между Анна и Максимилиан I Австрийски обаче е сключен в неподходящо време: Хабсбургите са заети с Унгария и не могат да обърнат достатъчно внимание на Бретан, а Кастилия воюва срещу Гранада. Въпреки че Кастилия и Англия изпращат малко войски в подкрепа на Бретан, те не са готови за открита война срещу Франция. През пролетта на 1491 г. французите постигат нови успехи в Бретан и Шарл VIII обсажда Рен. Максимилиан I Австрийски не успява да изпрати помощ за съпругата си и французите успяват да превземат Рен. Натискът на французите дава резултат – Анна се съгласява да разтрогне брака си с Максимилиан I Австрийски и да се омъжи за френския крал.

### Брак с Шарл VIII (1491 – 1498)
Мирът е сключен официално на 15 ноември 1491 г., а Анна е сгодена за Шарл VIII в параклиса на Якобинския орден в Рен. След това Анна, ескортирана от бретански войски в знак на това, че тя не е пленница, а се подчинява на собствената си воля, се отправя за Ланже, където трябвало да бъде официално сключен и бракът ѝ с краля на Франция.
Въпреки протестите на Австрия, която настоява, че бракът между Анна и Шарл VIII ще бъде незаконен, изтъквайки, че Анна действа по принуда, че тя е вече законно омъжена за Максимилиан I Австрийски и че френският крал е официално сгоден за дъщерята на Максимилиан I Австрийски Маргарита Австрийска, сватбата на Анна и Шарл VIII е отпразнувана на 6 декември 1491 г. в замъка в Ланже.
На 15 февруари 1492 г. вторият брак на Анна е официално обявен за каноничен и от папа Инокентий VII, който се съгласява, че предходният брак на Анна и Максимилиан I Австрийски е невалиден.
Съгласно сключения предбрачен договор между Шарл VIII и Анна, властта над Бретан ще остане в ръцете на този от съпрузите, който преживее другия. Освен това в случай че Шарл VIII умре преди съпругата си, без да остави мъжки потомци, Анна трябва да се омъжи за неговия наследник на престола. По този начин Бретан е трябвало трайно да се присъединен към кралския домен на Франция.

## Кралица на Франция
Вторият брак на Анна започва зле: от Рен тя донася със себе си две легла, с което демонстрира, че не желае да споделя едно ложе с французин, за когото е омъжена против волята си. На 8 февруари 1492 г. Анна е помазана и коронована за кралица на Франция в катедралата „Сен Дени“, но Шарл VIII ѝ забранява да използва титлата си Херцогиня на Бретан, с което демонстрира правата си над нейните владения на полуострова. Този въпрос се оказва ябълката на раздора между двамата съпрузи. На 9 декември 1493 г. Шарл VIII разпуска Канцеларията на Бретан и започва да упражнява пряко властта си над провинцията. Когато Шарл VIII заминава на война в Италия, той назначава за регент на престола сестра си Ан дьо Божьо, което поставя в унизително положение кралицата.
Бременна през повечето време на съвместния си живот с Шарл, Анна живее предимно в кралските замъци в Амбоаз, Лоше и Плеси, а когато Шарл VIII воюва в Италия, тя прекарва времето си предимно на юг в Лион, Гренобъл и Мулен. След като Шарл VIII завладява Неаполитанското кралство, Анна е обявена и за кралица на Неапол и Йерусалим.

### Брак с Луи XII (1499 – 1514)
На 7 април 1498 г. Шарл VIII умира неочаквано в замъка в Амбоаз, след като удря силно главата си при преминаване през прекалено ниска врата. Съгласно Салическия закон наследник на френския престол след смъртта на Шарл VIII се оказва орлеанският херцог Луи, потомък на Шарл V. Луи става крал на Франция под името Луи XII и като такъв, съгласно брачния договор на Анна, той трябва да се ожени за вдовицата на предшественика си. Луи XII обаче вече е женен за сестрата на Шарл VIII Жана Френска, с която първо трябва да се разведе, а за това е нужна папска санкция. През това време Анна се опитва да се възползва от затрудненото положение на Луи XII, като на 19 август 1498 г. обявява съгласието си да се омъжи за него при условието, че той успее да се разведе с Жана в срок от една година.
Междувременно, съгласно предбрачния си договор, Анна отново поема управлението на Бретан в свои ръце и като негов суверен с акт от 9 април възстановява Канцеларията на Бретан, начело на която поставя верния Филип дьо Монтобан, назначава принца на Оранж за генерал-лейтенант на Бретан, свиква Щатите на Бретан и заповядва да бъдат отсечени монети с нейния образ. Освен това Анна започва обиколка из Бретан, възползвайки се от възможността да посети много места, които никога не е виждала като дете. Анна дори влиза триумфално в няколко града, където васалите ѝ я посрещат тържествено.
Луи XII обаче успява да спази срока, поставен от Анна. Папското разрешение за развода му пристига навреме и на 8 януари 1499 г. Анна се омъжва за новия крал на Франция. На сватбата Анна се появява облечена в бяло, което по това време в Европа е още необичайно, но именно след нейния пример белите сватбени одежди на булката се налагат като сватбен обичай сред френската аристокрация, а скоро след това и в цяла Европа. Новият съпруг на Анна признава суверенните ѝ права в Бретан, позволява ѝ да носи наследствената си титла и се съгласява ордонансите му, отнасящи се за Бретан, да бъдат издавани от нейно име.
Като херцогиня на Бретан Анна твърдо отстоява независимостта на земите си от Франция. През 1501 г. тя дори урежда годеж между дъщеря си Клод и Карл Люксембургски – бъдещия Карл V, с което френско-испанският съюз е подновен, а това позволява на Франция да закрепи властта си в Италия. Луи XII обаче разваля годежа след като става ясно, че Анна няма да му роди мъжки наследник, и сгодява дъщеря си за наследника на престола Франсоа д'Ангулем. Анна обаче до смъртта си отказва да признае брака на Клод и Франсоа, настоявайки или дъщеря ѝ да се омъжи за Карл Люксембургски или Бретан да бъде наследен от по-малката ѝ дъщеря Рене.
36-годишната Анна умира от нефрит на 9 януари 1514 г. в замъка в Блоа и е погребана в базиликата Сен Дени. Според последното ѝ желание сърцето ѝ е поставено в златен реликварий и на 19 март 1514 г. е погребано в гробницата на родителите ѝ в Нант.
- Надгробие в Сен Дени
- Реликварий

## Деца
От брака си с Шарл VIII тя има множество спонтанни аборти и шест деца, всички от които умират в ранна детска възраст:
- Шарл-Орлан Френски (* 1492, замък Плеси ле Тур, Ла Риш; † 1495, замък Амбоаз от морбили), дофин на Франция, погребан в Абатство „Сен Мартен“ в Тур и през Революцията в Катедрала „Сен Гатиан“ в Тур
- Франсоа Френски (* / † август 1493, Курсел, погребан в църквата „Нотър Дам дьо Клери“), роден на 7 месеца
- мъртвородена дъщеря (пролет 1495)
- Шарл Френски (* 8 септември 1496, Амбоаз, † 2 октомври 1496, замък Плеси ле Тур, Ла Риш), дофин на Франция, погребан в Абатство „Сен Мартен“ в Тур и през Революцията в Катедрала „Сен Гатиан“ в Тур
- Франсоа Френски (* юли 1497, † края на 1498), престолонаследник, дофин на Виеноа
- Анна (* / † 20 март 1498).

Анна и Луи XII имат две дъщери и още няколко деца, починали като малки:
- Клод Френска (* 13 октомври 1499, Роморантен, † 20 юли 1524, Блоа, погребана в Базилика „Сен Дени“), херцогиня на Бретан и на Бери, кралица-консорт на Франция (1515 – 1524); ∞ 1514 за Франсоа I (* 1494, † 1547), граф на Ангулем, след това крал на Франция;
- син (*/ † 1500)
- Франсоа  (*/ † януари 1503)
- спонтанни аборти между 1505 и 1509 г.;
- Рене Френска (* 25 октомври 1510, Блоа, † 12 юни 1575, Монтаржи), графиня след това херцогиня на Шартър (25 октомври 1510 – 12 юни 1574), графиня на Жизор и господарка на Монтаржи, чрез брак херцогиня на Модена и Реджо (31 октомври 1534 – 3 октомври 1559); ∞ 1528 г. за Ерколе II д’Есте (* 1508, † 1559), херцог на Ферара, Модена и Реджо.

- Шарл-Орлан Френски
- Шарл Френски
- Гробница на братята Шарл-Орлан и Шарл в Катедралата на Тур
- Клод Френска
- Рене Френска